# 王鼎 (成化辛丑進士)
王鼎（1458年—1517年），字器之，福建都指揮使司福州中衛前所人，官籍，原籍鳳陽定遠縣，明朝政治人物、成化進士。

## 生平
福建鄉試第五十名，成化十七年（1481年），登辛丑科會試第十八名，三甲進士，授上饒縣知縣。弘治二年（1489年），改樂陵知縣。弘治六年（1493年），為河南道監察御史。弘治十三年（1500年），改光祿寺少卿。弘治十八年（1505年）十二月，升大理寺左寺丞，晋大理寺右少卿。正德二年（1507年）十月，轉大理寺左少卿。正德三年四月因賈澤案貶保昌知縣，升湖廣寶慶府同知，四年十月升河南按察司僉事，被尚書張彩所薦，五年（1510年）二月升授順天府府尹，九月升都察院右副都御史。六年五月接替馬中錫任都察院右都御史。正德七年（1512年）六月被弹劾去職，十二年去世，贈工部尚書

## 家族
曾祖王良，副千户；祖父王智；父王佐，教諭。母高氏。具慶下。弟鼐、昇。